# Recherches logiques
Les Recherches logiques (publiées sous le titre Prolégomènes à la logique pure) est un ouvrage du philosophe allemand Edmund Husserl paru en 1900-1901. Considéré comme l'ouvrage fondateur de la phénoménologie, ces « recherches » constituent une mise au point faite par l'auteur lors de deux périodes de leçons données à Halle (Saale) au cours de l'été et de l'automne 1896. Les  Ideen I publiées en 1913 en reprennent pour les développer quelques concepts majeurs.
Le titre Logische Untersuchungen suggère la recherche d'une connaissance des fondements (Begründung).

## Description du tome I
L'ouvrage est composé de 11 chapitres. Sa traduction a été commencée en français par le philosophe et diplomate Hubert Élie, et finie avec la collaboration de Lothar Kelkel et René Schérer.
- Chapitre I : traite de la logique en tant que discipline normative et spécialement comme discipline pratique
- Chapitre II : l'auteur situe la logique parmi les disciplines théoriques qui fondent les disciplines normatives
- Chapitre III : critique le psychologisme philosophique, ses arguments et sa prise de position à l'égard des objections habituelles de la pensée adverse
- Chapitre IV : traite des conséquences empiristes du psychologisme qui sont abordées, notamment l'idée d'une rationalité naturelle
- Chapitre V : interprétation psychologique des principes logiques, en prenant pour référence la théorie de John Stuart Mill
- Chapitre VI : traite des syllogismes
- Chapitre VII : traitent du psychologisme en tant que relativisme sceptique, notamment dans des paragraphes visant le scepticisme individuel, le relativisme et l'anthropologisme (ces paragraphes sont souvent donnés en référence de ce que Husserl désigne par préjugés psychologistes)
- Chapitre VIII préjugés psychologistes
- Chapitre IX : le principe de l'économie de la pensée
- Chapitre X : traites critiques
- Chapitre XI : l'idée de la logique pure

## Description du tome II
- Recherche I : expression et signification
- Recherche II : abstracta et concreta, modalités intentionnelles
- Recherche III : de la théorie des touts et des parties
- Recherche IV : l'idée de la grammaire pure
- Recherche V : des vécus intentionnels et de leurs contenus

## Description du tome III
- Recherche VI : éléments d'une élucidation phénoménologique de la connaissance
  - Section I : les intentions et les remplissements objectivants
  - Section II : intuitions sensibles et intuitions catégoriales